# あんたがたどこさ (テレビドラマ)
『あんたがたどこさ』は、TBS系列局で放送されていたテレビドラマである。いずれもTBSとテレパックの共同製作。

## 第1シリーズ
1973年10月2日から1974年3月26日まで放送。全26話。放送時間は毎週火曜 21:00 - 21:55 （日本標準時）。

### 出演
- 林田明経：森繁久彌
- 林田信子：山岡久乃
- 上里田光子：和田アキ子
- 林田政人：田村亮
- 林田蓮：冨士眞奈美
- 青木雪江/酒出雪江：光本幸子
- 橘春子：結城美栄子
- 川村美樹子：紀比呂子
- 岡島初江：永野裕紀子
- 野々村三郎：岡本信人
- 久富真弓：木内みどり
- 北島新吉：財津一郎
- 大藪洋平：前田吟
- 相沢啓吾：松山英太郎
- 酒出俊一：高津住男
- 酒出澄子：露原千草
- 酒出敬太郎：小栗一也
- 岡島和子：菅井きん
- 橘令二：多々良純
- 徳永咲：賀原夏子

### スタッフ
- 作：高橋玄洋
- 演出：中川晴之助、脇田時三
- プロデューサー：武敬子
- 音楽：山本直純

## 第2シリーズ
1975年4月1日から同年9月30日まで放送。全27話。放送時間は毎週火曜 21:00 - 21:55 （日本標準時）。

### 出演
- 久保山明経：森繁久彌
- 谷岡静子：山岡久乃
- 久保山夏子：樫山文枝
- 桜井ヨシ子：和田アキ子
- 川口洋平：西田敏行
- 桐生かほる
- 吉村加代子：吉野佳子
- 浅茅陽子
- 石橋春江：永野裕紀子
- 石橋秋江：井上聡子
- 木塚一年：岡本信人
- 三上真一郎
- 河原崎信弘：小野寺昭
- 島崎誠：名古屋章
- 島崎みどり：鳳八千代
- 島崎トラ：一の宮あつ子
- 上村みの：近松麗江
- 土井兵九郎：花沢徳衛
- 土井兵八郎：藤まさき
- 石黒：大滝秀治

### スタッフ
- 脚本：高橋玄洋
- 演出：脇田時三、橋本信也
- プロデューサー：武敬子
- 音楽：山本直純

## 補足
- 2009年11月10日午前8時16分に本作主演の森繁が死去したのを受け、5日後の11月15日に本作共演者の和田が司会を務める『アッコにおまかせ!』で森繁の訃報が伝えられた。また、その際に本作の1シーンが放送された。
- 関西地区（近畿広域圏）では途中ネットチェンジがあったことから、第1シリーズは朝日放送で、第2シリーズは毎日放送で放送された。